# Synagoga Natana Low-Beera w Boskovicach
Synagoga Natana Low-Beera w Boskovicach (cz. Synagoga v Boskovicích) – nieistniejąca synagoga znajdująca się w Boskovicach, w Czechach, przy ulicy Traplova 10.
Synagoga została założona w 1884 roku, w domu ofiarowanym przez Natana Low-Beera. Sala modlitw znajdowała się w tylnej części parteru i miała wymiary 4,50 na 3,95 na 2,70 metrów. Na parterze znajdowała także żydowska kasa oszczędnościowa i przytułek. 
Podczas II wojny światowej hitlerowcy zdewastowali synagogę. Po zakończeniu wojny dom służył celom mieszkalnym, później został opuszczony, a w 1983 roku zburzony.